# Neil Turbin
Pour les articles homonymes, voir Turbin.
Neil Turbin, né le 24 décembre 1963 à Brooklyn, est un chanteur de DeathRiders, Bleed The Hunger de thrash metal.

## Biographie
Il commence sa carrière dans plusieurs petits groupes avant de rejoindre en 1982 le groupe Anthrax avec qui il enregistre le premier album du groupe, Fistful of Metal.
Il quitte Anthrax en 1984 puis, après avoir fait partie de différents groupes, il joue avec Claude Schnell de 1996 à 1999. En 2001, il sort un album solo.
Depuis 2003, il est le chanteur du groupe DeathRiders.

## Discographie

### Anthrax
- Fistful of Metal (1984)
- Armed and Dangerous (EP) (1985)

### Neil Turbin
- Threatcon Delta (2003)

### Deathriders
- The Metal Beast Is Alive (2013)